# Adelheid Roosen
 (janvier 2019).
Si vous disposez d'ouvrages ou d'articles de référence ou si vous connaissez des sites web de qualité traitant du thème abordé ici, merci de compléter l'article en donnant les références utiles à sa vérifiabilité et en les liant à la section « Notes et références ».
Adelheid Roosen, née le 30 juin 1958 à Bréda,,, est une actrice, metteuse en scène et femme de lettres néerlandaise.

## Filmographie

### Cinéma et téléfilms
- 1986 : Mama is boos! (nl) : Jane Fongler[4]
- 1986-1987 : De Nachtshow (nl) : Mme van Kleef
- 1991 : Het Zakmes (nl) : Mère de Mees
- 1994 : Een galerij : Louise
- 1997 : Broos (nl) : Carlos
- 2005 : Lulu : Martha van Pallandt
- 2014 : Brozer : Carlos

## Théâtre

### Metteuse en scène
- 2000-2002 : De Suite
- 2000-2002 : Valse Wals, Bankstel, Zucht
- 2001-2002 : Honger, Sara Kroos
- 2001-2002 : Vergeef, ze weten niet wat ze doen, De Bloeiende Maagden
- 2002-2003 : Lege Maag, De Bloeiende Maagden
- 2003-2007 : De Gesluierde Monologen
- 2003-2005 : Lam, Sara Kroos
- 2006-2007 : Zoetgevooisd
- 2006-2007 : African Diva's!